# 三田ガーデンヒルズ
三田ガーデンヒルズ（みたガーデンヒルズ）は、東京都港区三田1丁目で三井不動産レジデンシャルと三菱地所レジデンスが開発を進める大規模マンションである。
東の広尾ガーデンヒルズ、西のオーキッドコート以来、38年ぶりの大型共同開発となるガーデンヒルズプロジェクトは、南側に三井グループの迎賓館である綱町三井倶楽部を望む、旧逓信省簡易保険局庁舎跡地に計画され、14階建ての集合住宅を2棟建設し、総戸数は1,002戸。敷地内には、既存樹を含む約130種の植栽による約7,700平方メートルの造園を計画。建物は、外観等で歴史的建造物だった旧逓信省建造物の建材を保存し再現する。共用部にはワークスペースやジム、ゴルフラウンジ、サウナや岩盤浴等を設置。コンシェルジュサービスは、帝国ホテルと提携を予定する。
2023年2月に販売を開始し、2025年（令和7年）3月下旬に竣工、4月下旬の入居開始を目処とする。

## 概要
売主・販売代理は三井不動産レジデンシャル、三菱地所レジデンス。両者が共同で行なったガーデンヒルズプロジェクトは東の広尾ガーデンヒルズ・西のオーキッドコート　以来、38年ぶりである。
旧通産省簡易保険局跡地で、局舎の頃に使用されていた建物の一部がガーデンヒルズのエントランス部に使用される計画である。
住所は港区三田で、この地の一帯はかつて綱町と呼ばれる屋敷街エリアで、三田ガーデンヒルズの地もまた、有馬中務大輔の屋敷跡である。また近隣の地に、江戸時代には松平家や織田家、徳川家など大名が屋敷を構え、また明治・大正には蜂須賀侯爵家や黒田侯爵家、松方公爵家など華族が屋敷を構えた。